# Cerisy-la-Forêt
Cerisy-la-Forêt é uma comuna francesa na região administrativa da Normandia, no departamento Mancha. Estende-se por uma área de 23,76 km². Em 2010 a comuna tinha 1 050 habitantes (densidade: 44,2 hab./km²).